# Canavesita
La canavesita es un mineral perteneciante a la clase de los boratos. Fue descrito a partir de ejemplares procedentes de una galería abandonada de la mina Brosso, que se encuentra en el distrito de Canavese, en Turín, Piamonte (Italia), que por lo tanto es la localidad tipo. El yacimiento se encuentra en una mina de pirita en la que también existe un skarn con boratos.  El nombre del mineral hace referencia al distrito minero en el que se encontró el material original

## Propiedades físicas y químicas
Además del anión borato, la canavesita contiene un anión carbonato.  Aparece como agregados de cristales aciculares de una longitud de hasta 3 mm, pero usualmente bastante menores, incoloros o de color blanco, de morfología pseudohexagonal, formando agregados divergentes  y esferillas. Es  soluble en ácido clorhídrico a temperatura ambiente, mostrando efervescencia.

## Yacimientos
La canavesita es un mineral muy raro, formado por la alteración de otros boratos, especialmente ludwigita. Hasta el momento se conoce solamente en dos localidades en el mundo, la localidad tipo y la mina Sterling, en Ogdensburg, Franklin, Nueva Jersey (USA). Aparece asociada habitualmente a dypingita, inderita y nesquehonita.